# Carnielli
La Carnielli è un'azienda italiana specializzata nella produzione di biciclette, motoveicoli e successivamente di attrezzatura per l'home fitness.

## Storia
L'azienda viene fondata da Teodoro Carnielli nel 1909 a Serravalle di Vittorio Veneto (Treviso).
Negli anni '50 costruisce ciclomotori da 50 cc e motoleggere con motore a 2 tempi nelle cilindrate di 75, 98 e 125 cc, compresi anche piccoli motocarri con motori NSU e scooter contraddistinti dal nome Vittoria. Nel 1957 fa uso anche dei motori della Lambretta 48.
Nel 1964 viene realizzata la prima bicicletta pieghevole "Graziella", divenuta iconica; si caratterizza da subito per la sua eleganza e il design originale, ed è riconoscibile per l'innovativa struttura senza canne orizzontali, con lo snodo centrale che ne permette la chiusura.
La Moto-Graziella, piccolo ciclomotore prodotto dalla stessa industria, viene messo in commercio dal 1968 al 1979.
È stata l'azienda che ha brevettato la Cyclette e la "Graziella"; essa aveva inoltre la proprietà del marchio Bottecchia fino alla metà degli anni '90, con la vendita del settore cicli; l'azienda mantenne invece il settore fitness, cambiando nome societario in Carnielli Fitness S.p.A..
Oggi l'azienda produce, oltre a biciclette, prodotti per l'esercizio fisico a casa, come tapis roulant, vogatori e cyclette.